# Sportgemeinschaft Dynamo Dresden 1992-1993
Questa voce raccoglie le informazioni riguardanti la Sportgemeinschaft Dynamo Dresden nelle competizioni ufficiali della stagione 1992-1993.

## Stagione
Nella stagione 1992-1993 il Dinamo Dresda, allenato da Klaus Sammer e Ralf Minge, concluse il campionato di Bundesliga al 15º posto. In Coppa di Germania il Dinamo Dresda fu eliminato al secondo turno dal VfB Lipsia.

## Rosa
| N. |                     | Ruolo | Calciatore        |
| -- | ------------------- | ----- | ----------------- |
|    | Germania (bandiera) | P     | René Müller       |
|    | Germania (bandiera) | P     | Frank Schulze     |
|    | Germania (bandiera) | P     | Ronny Teuber      |
|    | Germania (bandiera) | D     | Rene Groth        |
|    | Germania (bandiera) | D     | Mario Kern        |
|    | Germania (bandiera) | D     | Jens Melzig       |
|    | Germania (bandiera) | D     | Dirk Oberritter   |
|    | Germania (bandiera) | D     | Hans-Uwe Pilz     |
|    | Germania (bandiera) | D     | Nils Schmäler     |
|    | Germania (bandiera) | D     | Detlef Schößler   |
|    | Germania (bandiera) | D     | Andreas Wagenhaus |
|    | Germania (bandiera) | C     | René Beuchel      |
|    | Germania (bandiera) | C     | Ralf Hauptmann    |

| N. |                     | Ruolo | Calciatore         |
| -- | ------------------- | ----- | ------------------ |
|    | Germania (bandiera) | C     | Jens Jeremies      |
|    | Germania (bandiera) | C     | Sven Kmetsch       |
|    | Germania (bandiera) | C     | Matthias Maucksch  |
|    | Germania (bandiera) | C     | Thomas Rath        |
|    | Germania (bandiera) | C     | Sven Ratke         |
|    | Serbia (bandiera)   | C     | Miroslav Stević    |
|    | Germania (bandiera) | C     | Jörg Stübner       |
|    | Germania (bandiera) | C     | Wolfram Wagner     |
|    | Germania (bandiera) | C     | Dirk Zander        |
|    | Germania (bandiera) | A     | Uwe Jähnig         |
|    | Serbia (bandiera)   | A     | Vladan Milovanović |
|    | Germania (bandiera) | A     | Alexander Zickler  |

## Organigramma societario
Area tecnica
- Allenatore: Ralf Minge
- Allenatore in seconda:
- Preparatore dei portieri:
- Preparatori atletici:

## Calciomercato

### Sessione estiva
| Acquisti | Acquisti           | Acquisti                 | Acquisti |
| R.       | Nome               | da                       | Modalità |
| -------- | ------------------ | ------------------------ | -------- |
| A        | Vladan Milovanović | Napredak Kruševac        |          |
| C        | Thomas Rath        | Hertha Berlino           |          |
| D        | Nils Schmäler      | Stoccarda                |          |
| C        | Miroslav Stević    | Grasshoppers             |          |
| A        | Alexander Zickler  | Dinamo Dresda (juniores) |          |

| Cessioni | Cessioni          | Cessioni         | Cessioni |
| R.       | Nome              | a                | Modalità |
| -------- | ----------------- | ---------------- | -------- |
| A        | Sergio Allievi    | Unterhaching     |          |
| D        | Steffen Büttner   | Union Berlino    |          |
| D        | Oliver Pagé       | Rot-Weiss Essen  |          |
| A        | Uwe Rösler        | Norimberga       |          |
| C        | Heiko Scholz      | Bayer Leverkusen |          |
| C        | Andreas Trautmann | Dresdner SC      |          |

### Sessione invernale
| Acquisti | Acquisti | Acquisti | Acquisti |
| R.       | Nome     | da       | Modalità |
| -------- | -------- | -------- | -------- |

| Cessioni | Cessioni         | Cessioni    | Cessioni |
| R.       | Nome             | a           | Modalità |
| -------- | ---------------- | ----------- | -------- |
| A        | Torsten Gütschow | Galatasaray |          |

## Risultati

### Bundesliga

#### Girone di andata
| Arbitro: | Wippermann |

|          |           |            |
| Binz 61’ | Marcatori | 19’ Zander |

| Arbitro: | Gläser |

|            |           |              |
| Jähnig 15’ | Marcatori | 83’ Weichert |

| Arbitro: | Malbranc |

|                                |           |  |
| Jähnig 34’ Zander 40’ Pilz 72’ | Marcatori |  |

| Arbitro: | Wittke |

|                                |           |                     |
| Jorginho 49’ Labbadia 76’, 78’ | Marcatori | 88’ (rig.) Gütschow |

| Arbitro: | Haupt |

|                             |           |          |
| Prinzen 28’ (aut.) Kern 41’ | Marcatori | 27’ Fink |

| Arbitro: | Schmidhuber |

|                                   |           |  |
| Mill 6’ Povlsen 14’ Chapuisat 18’ | Marcatori |  |

| Arbitro: | Strampe |

|          |           |  |
| Rath 82’ | Marcatori |  |

| Arbitro: | Assenmacher |

|                    |           |                      |
| Kostner 83’ (rig.) | Marcatori | 12’ (aut.) Hönerbach |

| Arbitro: | Dardenne |

|                           |           |                                     |
| Gütschow 48’ Schößler 87’ | Marcatori | 8’ Herzog 12’ Beiersdorfer 83’ Bode |

| Arbitro: | Strampe |

|                                                |           |  |
| Walter 15’ (rig.) Knup 72’ Sverrisson 78’, 80’ | Marcatori |  |

| Arbitro: | Aust |

|                     |           |                          |
| Schößler 82’ (rig.) | Marcatori | 3’ Olivares 63’ Eckstein |

| Leverkusen 30 ottobre 1992, ore 20:00 CET 12ª giornata | Bayer Leverkusen | 0 – 0 referto | Dinamo Dresda | Ulrich-Haberland-Stadion (12 000 spett.)\| Arbitro: \| Strigel \| |
| Arbitro:                                               | Strigel          |               |               |                                                                   |

| Arbitro: | Führer |

|                                          |           |  |
| Maucksch 42’ (rig.) Rath 72’ Kmetsch 75’ | Marcatori |  |

| Arbitro: | Albrecht |

|                         |           |                 |
| Reekers 52’ Dressel 90’ | Marcatori | 18’, 34’ Stević |

| Arbitro: | Boos |

|                     |           |  |
| Maucksch 37’ (rig.) | Marcatori |  |

| Arbitro: | Dellwing |

|                 |           |            |
| Gorlukovich 38’ | Marcatori | 68’ Jähnig |

| Arbitro: | Krug |

|            |           |                                    |
| Jähnig 22’ | Marcatori | 8’, 41’ Witeczek 89’ (rig.) Ritter |

#### Girone di ritorno
| Arbitro: | Strampe |

|  |           |                        |
|  | Marcatori | 54’ Schmitt 75’ Okocha |

| Arbitro: | Weber |

|            |           |          |
| Furtok 65’ | Marcatori | 42’ Pilz |

| Arbitro: | Heynemann |

|                                |           |              |
| Keuler 19’ Sturm 64’ Fuchs 86’ | Marcatori | 74’ Maucksch |

| Dresda 13 marzo 1993, ore 15:30 CET 21ª giornata | Dinamo Dresda | 0 – 0 referto | Bayern Monaco | Rudolf-Harbig-Stadion (29 000 spett.)\| Arbitro: \| Assenmacher \| |
| Arbitro:                                         | Assenmacher   |               |               |                                                                    |

| Arbitro: | Harder |

|                                 |           |           |
| Moser 26’ Tschiskale 44’ (rig.) | Marcatori | 35’ Ratke |

| Arbitro: | Amerell |

|                            |           |  |
| Jähnig 6’ Zickler 52’, 83’ | Marcatori |  |

| Arbitro: | Boos |

|                                                    |           |            |
| Pflipsen 19’, 58’, 86’ Hochstätter 54’ Wynhoff 61’ | Marcatori | 24’ Melzig |

| Dresda 10 aprile 1993, ore 15:30 CEST 25ª giornata | Dinamo Dresda | 0 – 0 referto | Saarbrücken | Rudolf-Harbig-Stadion (16 500 spett.)\| Arbitro: \| Osmers \| |
| Arbitro:                                           | Osmers        |               |             |                                                               |

| Arbitro: | Dardenne |

|                                       |           |  |
| Legat 21’ Wolter 25’ Beiersdorfer 87’ | Marcatori |  |

| Dresda 24 aprile 1993, ore 15:30 CEST 27ª giornata | Dinamo Dresda | 0 – 0 referto | Stoccarda | Rudolf-Harbig-Stadion (14 600 spett.)\| Arbitro: \| Steinborn \| |
| Arbitro:                                           | Steinborn     |               |           |                                                                  |

| Norimberga 28 aprile 1993, ore 20:00 CEST 28ª giornata | Norimberga | 0 – 0 referto | Dinamo Dresda | Frankenstadion (28 500 spett.)\| Arbitro: \| Habermann \| |
| Arbitro:                                               | Habermann  |               |               |                                                           |

| Arbitro: | Heynemann |

|                          |           |  |
| Schmäler 23’ Zickler 67’ | Marcatori |  |

| Arbitro: | Kasper |

|                                          |           |               |
| Bender 59’ Nowotny 65’ Melzig 75’ (aut.) | Marcatori | 77’ Wagenhaus |

| Dresda 15 maggio 1993, ore 15:30 CEST 31ª giornata | Dinamo Dresda | 0 – 0 referto | Bochum | Rudolf-Harbig-Stadion (16 700 spett.)\| Arbitro: \| Wiesel \| |
| Arbitro:                                           | Wiesel        |               |        |                                                               |

| Arbitro: | Scheuerer |

|                         |           |  |
| Borodjuk 22’ Müller 77’ | Marcatori |  |

| Arbitro: | Osmers |

|            |           |         |
| Melzig 31’ | Marcatori | 4’ Kühn |

| Arbitro: | Schmidhuber |

|                        |           |  |
| Kadlec 45’ Schäfer 70’ | Marcatori |  |

### Coppa di Germania
| Arbitro: | Best |

|            |           |                        |
| Kneißl 16’ | Marcatori | 32’ Kmetsch 35’ Stević |

| Arbitro: | Merk |

|                       |           |                                   |
| Jähnig 43’ Zander 70’ | Marcatori | 18’ Rische 42’ Lindner 79’ Hobsch |

## Statistiche

### Statistiche di squadra
| Competizione      | Punti | In casa | In casa | In casa | In casa | In casa | In casa | In trasferta | In trasferta | In trasferta | In trasferta | In trasferta | In trasferta | Totale | Totale | Totale | Totale | Totale | Totale | DR  |
| Competizione      | Punti | G       | V       | N       | P       | Gf      | Gs      | G            | V            | N            | P            | Gf           | Gs           | G      | V      | N      | P      | Gf     | Gs     | DR  |
| ----------------- | ----- | ------- | ------- | ------- | ------- | ------- | ------- | ------------ | ------------ | ------------ | ------------ | ------------ | ------------ | ------ | ------ | ------ | ------ | ------ | ------ | --- |
| Bundesliga        | 27    | 17      | 7       | 6       | 4       | 21      | 13      | 17           | 0            | 7            | 10           | 11           | 36           | 34     | 7      | 13     | 14     | 32     | 49     | -17 |
| Coppa di Germania | -     | 1       | 0       | 0       | 1       | 2       | 3       | 1            | 1            | 0            | 0            | 2            | 1            | 2      | 1      | 0      | 1      | 4      | 4      | 0   |
| Totale            | 27    | 18      | 7       | 6       | 5       | 23      | 16      | 18           | 1            | 7            | 10           | 13           | 37           | 36     | 8      | 13     | 15     | 36     | 53     | -17 |

### Andamento in campionato
| Giornata  | 1 | 2 | 3 | 4  | 5 | 6 | 7 | 8 | 9 | 10 | 11 | 12 | 13 | 14 | 15 | 16 | 17 | 18 | 19 | 20 | 21 | 22 | 23 | 24 | 25 | 26 | 27 | 28 | 29 | 30 | 31 | 32 | 33 | 34 |
| --------- | - | - | - | -- | - | - | - | - | - | -- | -- | -- | -- | -- | -- | -- | -- | -- | -- | -- | -- | -- | -- | -- | -- | -- | -- | -- | -- | -- | -- | -- | -- | -- |
| Luogo     | T | C | C | T  | C | T | C | T | C | T  | C  | T  | C  | T  | C  | T  | C  | C  | T  | T  | C  | T  | C  | T  | C  | T  | C  | T  | C  | T  | C  | T  | C  | T  |
| Risultato | N | N | V | P  | V | P | V | N | P | P  | P  | N  | V  | N  | V  | N  | P  | P  | N  | P  | N  | P  | V  | P  | N  | P  | N  | N  | V  | P  | N  | P  | N  | P  |
| Posizione | 7 | 9 | 5 | 10 | 4 | 7 | 6 | 7 | 9 | 12 | 13 | 13 | 11 | 10 | 9  | 9  | 10 | 13 | 13 | 14 | 14 | 14 | 14 | 14 | 14 | 14 | 15 | 14 | 13 | 14 | 13 | 13 | 14 | 15 |

Legenda:

Luogo: C = Casa; T = Trasferta. Risultato: V = Vittoria; N = Pareggio; P = Sconfitta.

### Statistiche dei giocatori
| Giocatore      | Bundesliga | Bundesliga | Bundesliga  | Bundesliga | Coppa di Germania | Coppa di Germania | Coppa di Germania | Coppa di Germania | Totale   | Totale | Totale      | Totale     |
| Giocatore      | Presenze   | Reti       | Ammonizioni | Espulsioni | Presenze          | Reti              | Ammonizioni       | Espulsioni        | Presenze | Reti   | Ammonizioni | Espulsioni |
| -------------- | ---------- | ---------- | ----------- | ---------- | ----------------- | ----------------- | ----------------- | ----------------- | -------- | ------ | ----------- | ---------- |
| R. Beuchel     | 13         | 0          | 3           | 1          | 0                 | 0                 | 0                 | 0                 | 13       | 0      | 3           | 1          |
| R. Groth       | 0          | 0          | 0           | 0          | 0                 | 0                 | 0                 | 0                 | 0        | 0      | 0           | 0          |
| T. Gütschow    | 8          | 2          | 1           | 0          | 0                 | 0                 | 0                 | 0                 | 8        | 2      | 1           | 0          |
| R. Hauptmann   | 30         | 0          | 4           | 0          | 1                 | 0                 | 0                 | 0                 | 31       | 0      | 4           | 0          |
| J. Jeremies    | 0          | 0          | 0           | 0          | 0                 | 0                 | 0                 | 0                 | 0        | 0      | 0           | 0          |
| U. Jähnig      | 31         | 5          | 2           | 0          | 2                 | 1                 | 0                 | 0                 | 33       | 6      | 2           | 0          |
| M. Kern        | 19         | 1          | 2           | 1          | 2                 | 0                 | 0                 | 0                 | 21       | 1      | 2           | 1          |
| S. Kmetsch     | 34         | 1          | 4           | 0          | 2                 | 1                 | 0                 | 0                 | 36       | 2      | 4           | 0          |
| M. Maucksch    | 31         | 3          | 6           | 0          | 2                 | 0                 | 0                 | 0                 | 33       | 3      | 6           | 0          |
| J. Melzig      | 30         | 2          | 8           | 0          | 1                 | 0                 | 0                 | 1                 | 31       | 2      | 8           | 1          |
| V. Milovanović | 4          | 0          | 0           | 0          | 0                 | 0                 | 0                 | 0                 | 4        | 0      | 0           | 0          |
| R. Müller      | 34         | 0          | 2           | 0          | 2                 | 0                 | 0                 | 0                 | 36       | 0      | 2           | 0          |
| D. Oberritter  | 1          | 0          | 0           | 0          | 0                 | 0                 | 0                 | 0                 | 1        | 0      | 0           | 0          |
| H. Pilz        | 29         | 2          | 7           | 0          | 1                 | 0                 | 0                 | 0                 | 30       | 2      | 7           | 0          |
| T. Rath        | 20         | 2          | 5           | 1          | 2                 | 0                 | 0                 | 0                 | 22       | 2      | 5           | 1          |
| S. Ratke       | 13         | 1          | 2           | 0          | 1                 | 0                 | 0                 | 0                 | 14       | 1      | 2           | 0          |
| N. Schmäler    | 11         | 1          | 3           | 0          | 0                 | 0                 | 0                 | 0                 | 11       | 1      | 3           | 0          |
| F. Schulze     | 0          | 0          | 0           | 0          | 0                 | 0                 | 0                 | 0                 | 0        | 0      | 0           | 0          |
| D. Schößler    | 29         | 2          | 5           | 1          | 2                 | 0                 | 1                 | 0                 | 31       | 2      | 6           | 1          |
| M. Stević      | 29         | 2          | 6           | 2          | 2                 | 1                 | 0                 | 0                 | 31       | 3      | 6           | 2          |
| J. Stübner     | 0          | 0          | 0           | 0          | 0                 | 0                 | 0                 | 0                 | 0        | 0      | 0           | 0          |
| R. Teuber      | 1          | 0          | 0           | 0          | 0                 | 0                 | 0                 | 0                 | 1        | 0      | 0           | 0          |
| A. Wagenhaus   | 21         | 1          | 8           | 1          | 2                 | 0                 | 0                 | 1                 | 23       | 1      | 8           | 2          |
| W. Wagner      | 2          | 0          | 0           | 0          | 0                 | 0                 | 0                 | 0                 | 2        | 0      | 0           | 0          |
| D. Zander      | 6          | 2          | 2           | 1          | 2                 | 1                 | 0                 | 0                 | 8        | 3      | 2           | 1          |
| A. Zickler     | 18         | 3          | 0           | 0          | 0                 | 0                 | 0                 | 0                 | 18       | 3      | 0           | 0          |